# Agua De Annique
Agua De Annique - projekt holenderskiej wokalistki Anneke van Giersbergen, byłej członkini zespołu The Gathering. Agua De Annique został założony w 2007 roku.

## Muzycy
- Anneke van Giersbergen - śpiew, instrumenty klawiszowe, gitara (2007-2010)
- Joris Dirks - gitara (2007-2010)
- Jacques de Haard - gitara basowa (2007-2010)
- Rob Snijders - perkusja (2007-2010)

## Dyskografia
Albumy
| Tytuł                                                   | Dane dot. albumu                                        | Pozycja na liście |
| Tytuł                                                   | Dane dot. albumu                                        | NLD               |
| ------------------------------------------------------- | ------------------------------------------------------- | ----------------- |
| Air                                                     | - Data: 30 października 2007 - Wydawca: The End Records | 89                |
| In Your Room (Anneke van Giersbergen & Agua de Annique) | - Data: 30 października 2009 - Wydawca: Agua Recordings | 31                |

Kompilacje
| Tytuł                                                  | Dane dot. albumu                                    | Pozycja na liście |
| Tytuł                                                  | Dane dot. albumu                                    | NLD               |
| ------------------------------------------------------ | --------------------------------------------------- | ----------------- |
| Pure Air (Anneke van Giersbergen with Agua de Annique) | - Data: 30 stycznia 2009 - Wydawca: Agua Recordings | 42                |

Albumy koncertowe
| Tytuł                                                     | Dane dot. albumu                                        |
| --------------------------------------------------------- | ------------------------------------------------------- |
| Live in Europe (Anneke van Giersbergen & Agua de Annique) | - Data: 15 października 2010 - Wydawca: Agua Recordings |

## Teledyski
| Tytuł    | Rok  | Reżyseria    | Album        | Źródło |
| -------- | ---- | ------------ | ------------ | ------ |
| "Wonder" | 2009 | Erwin Arkema | In Your Room | [ 8 ]  |